# Глоссоп Норт-Енд
«Глоссоп Норт-Енд» (англ. «Glossop North End Association Football Club») — професіональний англійський футбольний клуб з міста Глоссоп, графство Дербішир. Виступає у першому дивізіоні Північної прем'єр-ліги.

## Історія
Історичні назви
- 1886 – Глоссоп Норт-Енд АФК (Glossop North End Association Football Club)
- 1899 – Глоссоп АФК (Glossop Association Football Club)
- 1992 – Глоссоп Норт-Енд АФК (Glossop North End Association Football Club)

Клуб заснований у 1886 році. У 1894 став членом ліги Комбінація. У сезоні 1898–99 команда дебютує в другому дивізіоні Футбольної ліги Англії. Після одного сезону в першому дивізіоні вибуває до другого дивізіону, де виступає до сезону 1914—15.
Після Першої світової війни «Глоссоп Норт-Енд» не був переобраний до футбольної ліги та провів один сезон у Ланкаширській Комбінації. У 1920 році клуб увійшов до Манчестерської футбольної ліги. 1957 клуб з Дербішира знову приєднався до Ланкаширської Комбінації, але в 1966 році повернувся до Ліги Манчестера. У 1978 році клуб приєднався до Ліги графств Чешир. Після злиття ліги з Ланкаширською Комбінацією в 1982 році, «ГНЕ» став членом новоствореної футбольної ліги North West Counties, а в 2015 році перейшов до Північної прем'єр-ліги.

## Відомі гравці
- Джон Гудолл 1900–1903
- Герберт Берджесс 1900–1903
- Едгар Чедвік 1905–1906
- Лі Ендрю Мартін 1998–1999

## Історичні форми команди
| Домашня та виїзна форми | Домашня та виїзна форми   | Домашня та виїзна форми       | Домашня та виїзна форми     | Домашня та виїзна форми       | Домашня та виїзна форми       | Домашня та виїзна форми       | Домашня та виїзна форми | Домашня та виїзна форми |
| ----------------------- | ------------------------- | ----------------------------- | --------------------------- | ----------------------------- | ----------------------------- | ----------------------------- | ----------------------- | ----------------------- |
| 1896/97                 | 1898–1900                 | 1904/05                       | 1906/07                     | 1907–10                       | 1910–14                       | 1914/15                       | 1915/16                 | 1927/28                 |
| 1966                    | 1980/81                   | 1993–96 · Davis Blank Furniss | 1996/97 Davis Blank Furniss | 1998–2000 Davis Blank Furniss | 2003–07 · Davis Blank Furniss | 2007–09 · Davis Blank Furniss | 2009/10 Speedwellbus    | 2010/11 · The Hillmen   |
| 2011/12                 | 2012/13 · JJ Training Ltd | 2013/14 · JJ Training Ltd     | 2014/15                     | 2015–17 · JJ Training Ltd     | 2017/18                       | 2018/19 · The Star Inn        | 2019/20 · Victoria Vets |                         |